# Gustave Le Gray
Pour les articles homonymes, voir Le Gray.
Gustave Le Gray, né le 30 août 1820 à Villiers-le-Bel et mort le 29 juillet 1884 au Caire, est un peintre et photographe français.
Il est notamment l'auteur de la première photographie officielle d’un chef de l’État français, Louis-Napoléon Bonaparte, avant de devenir le photographe officiel de la famille impériale. Inventeur et artiste, il se distinguait par sa maîtrise de la technique photographique, au niveau de la composition comme au niveau de la lumière. Il introduisit en France l’usage des plaques au collodion humide, permettant des temps de pose rapides.

« J’émets le vœu que la photographie 
au lieu de tomber dans le domaine de l’industrie, du commerce, 
 rentre dans celui de l’art. »

## Biographie

### Formation et premières années

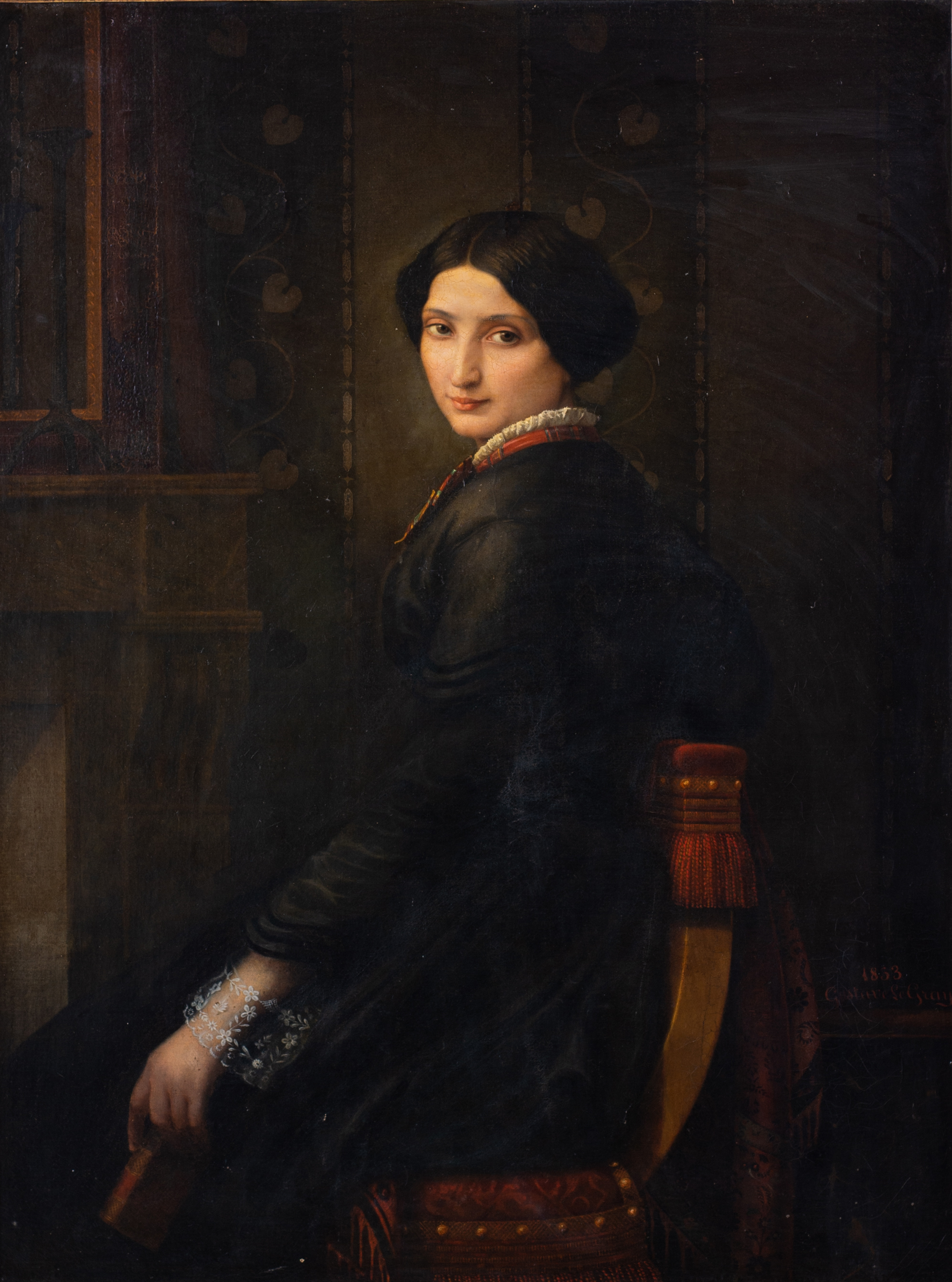
Gustave Le Gray, Portrait de Mme G.L. [son épouse], 1853, Paris, musée d'Orsay.

D’abord destiné à devenir clerc de notaire, Gustave Le Gray réussit à convaincre sa famille, des commerçants aisés, que son avenir est dans la peinture. En 1842, il suit l’enseignement de Paul Delaroche à l’École des beaux-arts, il y rencontre ses amis Henri Le Secq, Charles Nègre et Jean-Léon Gérôme. En 1843, Paul Delaroche est contraint de fermer son atelier, sa décision de partir en Italie influence ses élèves. Le Gray, puis Gérôme et Le Secq s’y retrouvent.
Le Gray est d'abord peintre — il expose au Salon libre de 1848 et de 1853 —, mais ses tableaux sont difficiles à tracer.
C’est en effet dans la photographie que sa réputation s’établit et qu’il reçoit ses premières commandes. En 1848, alors qu'il réalise des daguerréotypes, il découvre incidemment le procédé négatif sur papier ciré, puis en 1850, il met au point le négatif sur verre au collodion humide (qui sera perfectionné par Frederick Scott Archer), enfin, l’année suivante, le négatif sur papier ciré sec.
Le photographe bisontin Jean Marie Viane est un élève de Le Gray. Avant de s'installer à Besançon, il sera l'un des assistants de Jean Nicolas Truchelut, inventeur du panotype, un procédé photographique issue de la découverte du négatif sur verre au collodion humide.

### Mission héliographique
L’année 1851 est une date charnière pour la photographie et pour Gustave Le Gray. Il est membre fondateur de la Société héliographique — qui deviendra ensuite la Société française de photographie. Il est parallèlement un des cinq photographes sélectionnés par la commission des monuments historiques, pour accomplir ce qui sera nommée la Mission héliographique (Le Gray, Edouard Baldus, Mestral, Henri Le Secq, Hippolyte Bayard). Cette mission qui a pour but le recensement des monuments du territoire national lui offre l’occasion d’expérimenter à grande échelle ses nouveaux procédés et de prouver sa virtuosité en prenant jusqu’à 30 clichés en un seul jour. Le Gray, Mestral et Le Secq utiliseront le négatif papier ciré, Baldus le négatif papier gélatine et Bayard le négatif verre albuminé. Le Gray et Mestral, élève de ce dernier, effectueront d’ailleurs le voyage ensemble.

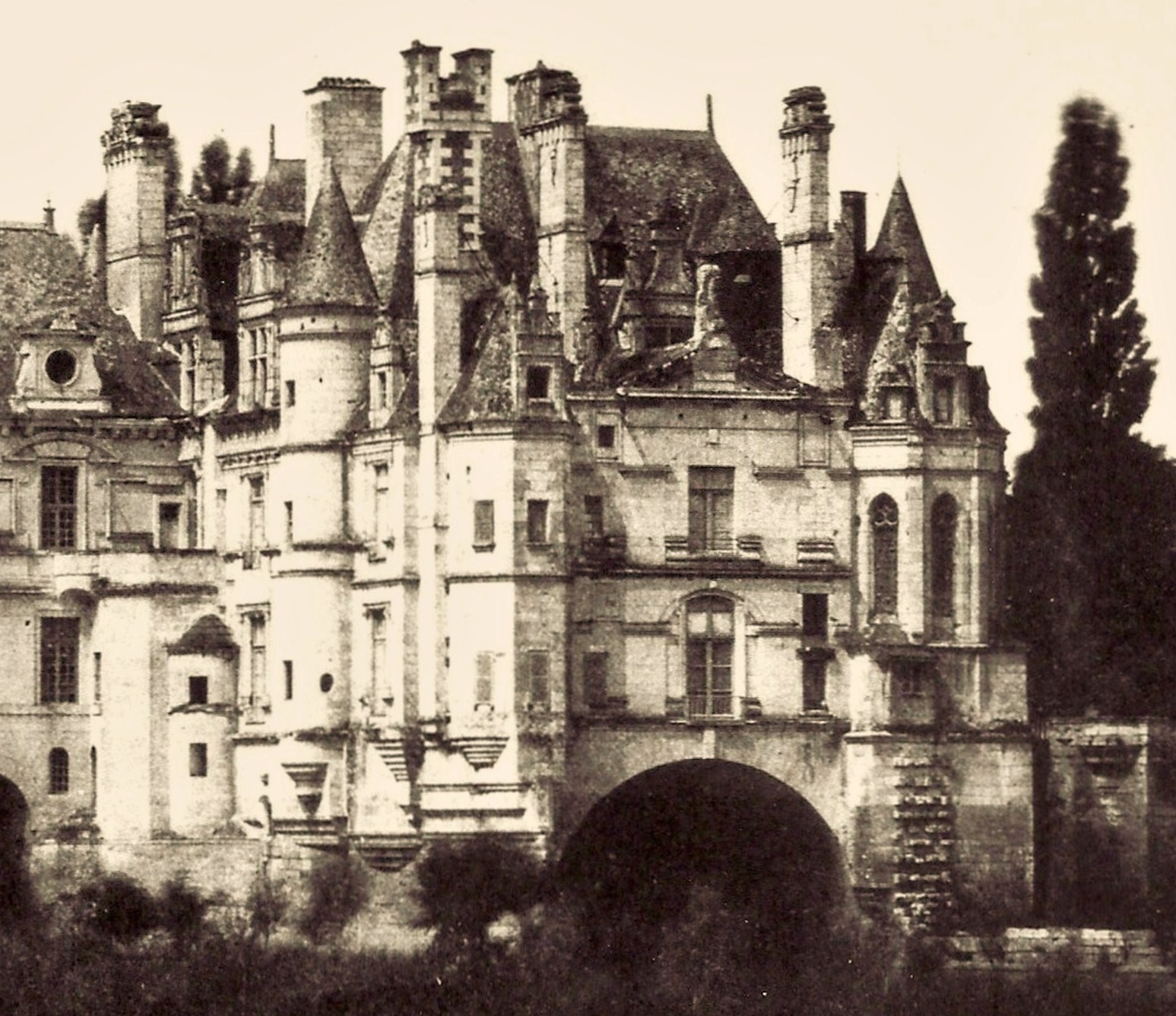
Château de Chenonceau, 1851.
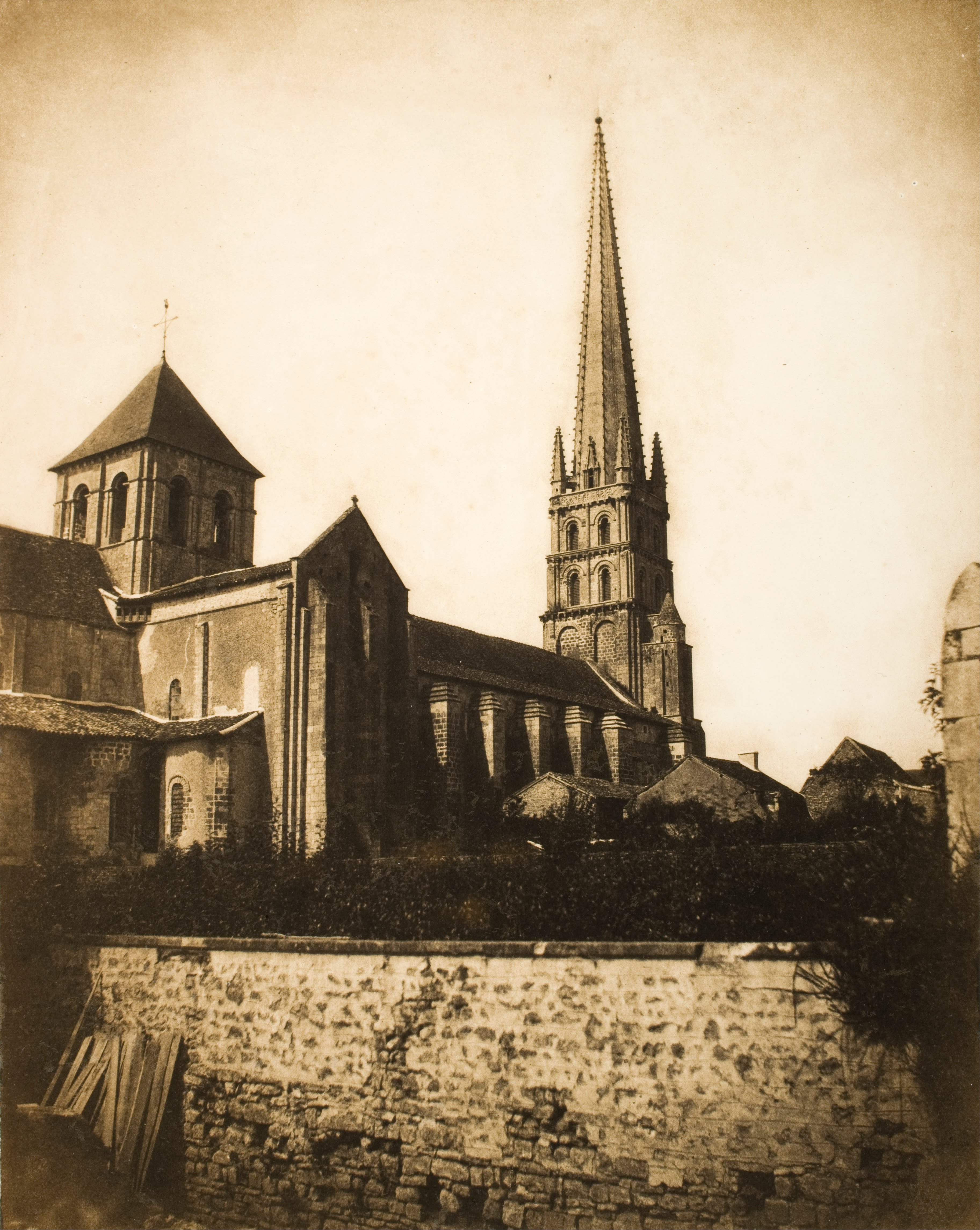
Saint-Savin (Vienne), vers 1851, Rochester, George Eastman House.
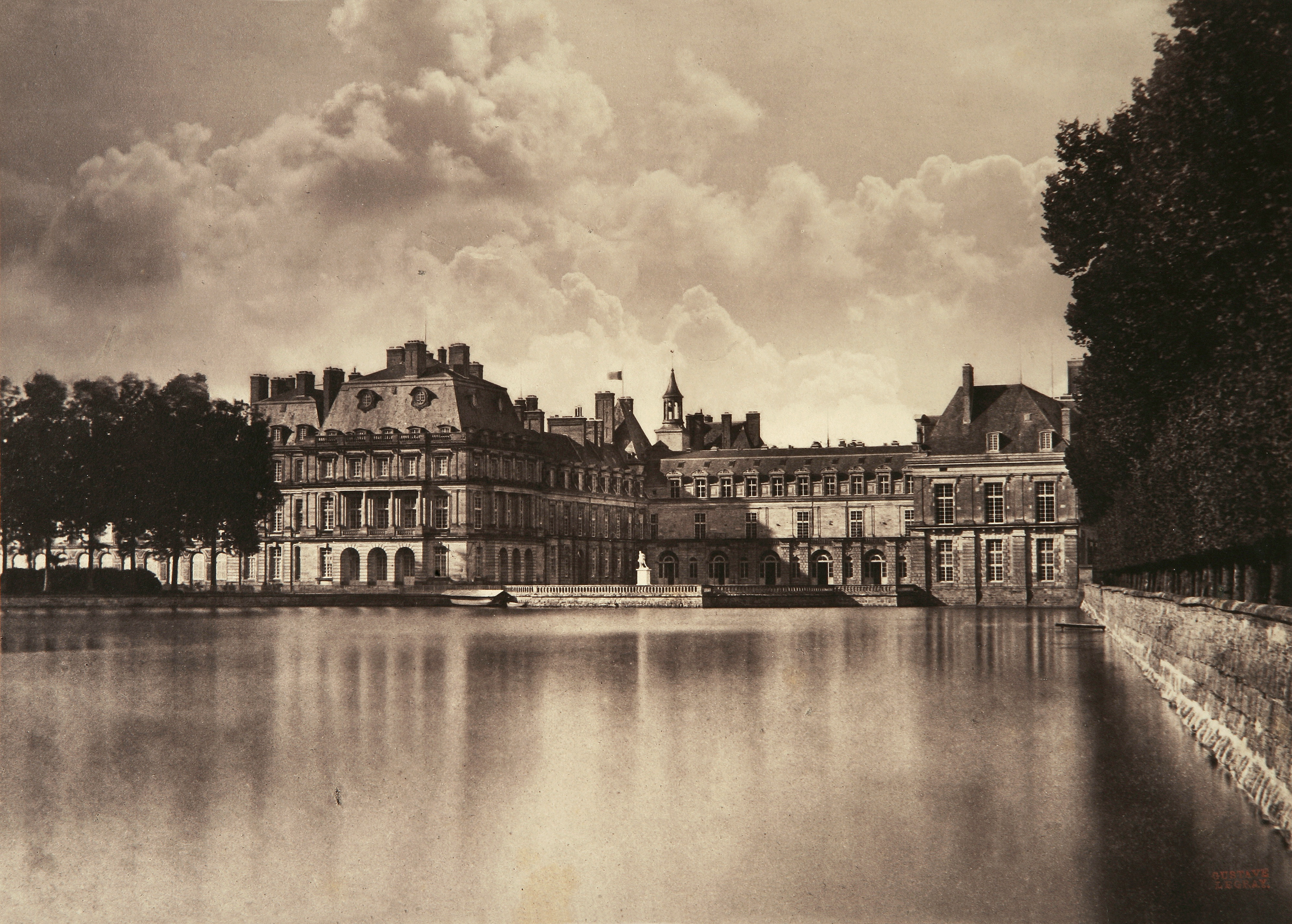
Château de Fontainebleau, vers 1851.

### Le photographe officiel du Second Empire (1852-1860)
Au début des années 1850, Gustave Le Gray photographiait couramment les apparitions publiques du prince-président. Portraitiste reconnu, auteur du cliché officiel de Louis Napoléon, diffusé après le coup d'État du 2 décembre 1851, il photographie durant l’année 1852 toutes les étapes de la marche vers l’Empire. Pour Napoléon III, la photographie devient un moyen rapide de diffuser l’image d’un souverain moderne. Gustave Le Gray est notamment invité au camp de Châlons dont il tire un reportage, dans lequel il parvient à concilier son sujet à une composition travaillée.
Les premières années du Second Empire sont prospères pour Le Gray, devenu progressivement le photographe officiel de la famille impériale et le destinataire des commandes les plus prestigieuses, notamment en 1856 et 1857, lors de la naissance du prince impérial ou du déplacement de la cour en Bretagne et en Normandie.

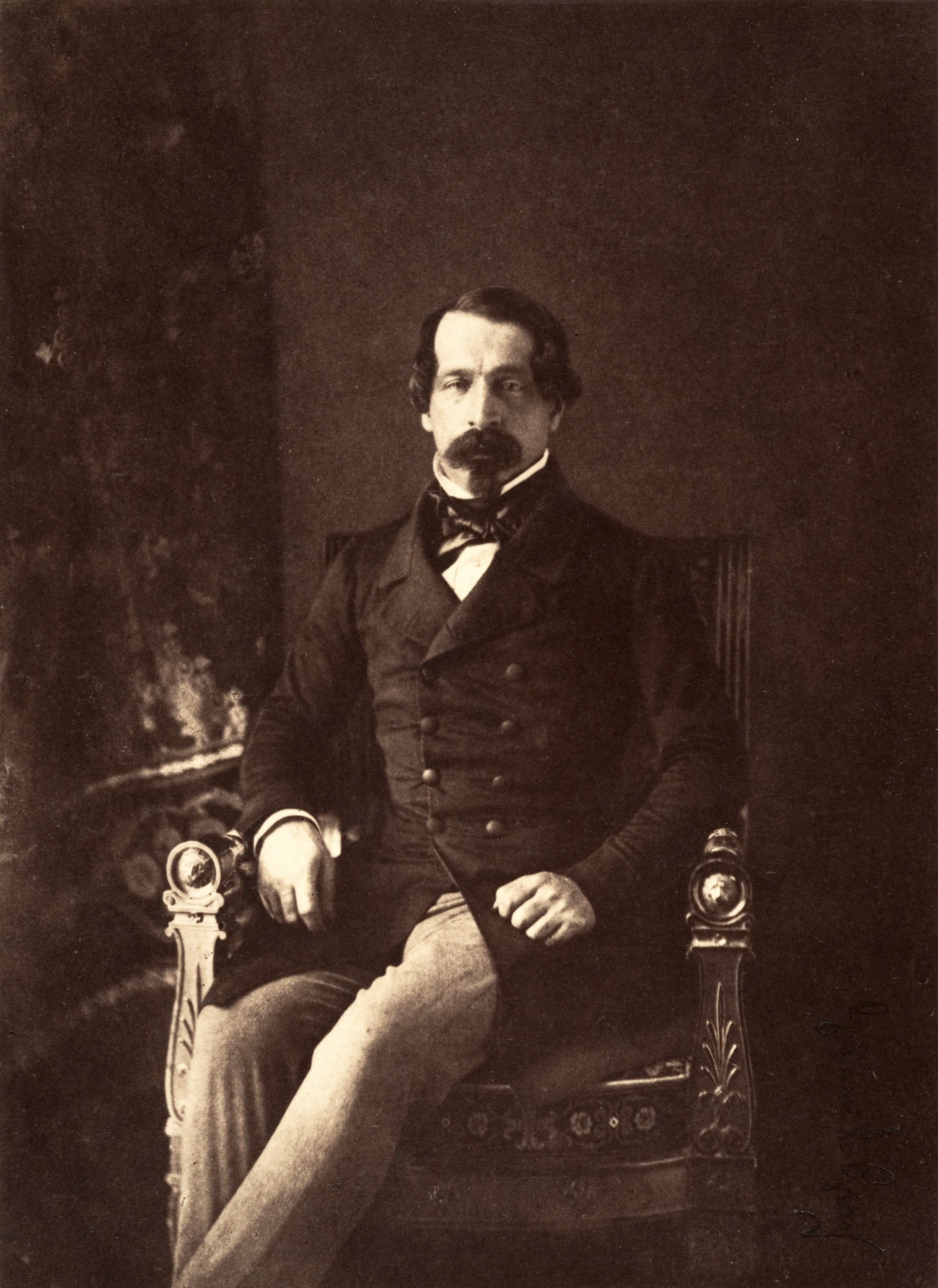
Portrait de Louis-Napoléon Bonaparte en prince-président, 1852, New York, Metropolitan Museum of Art.
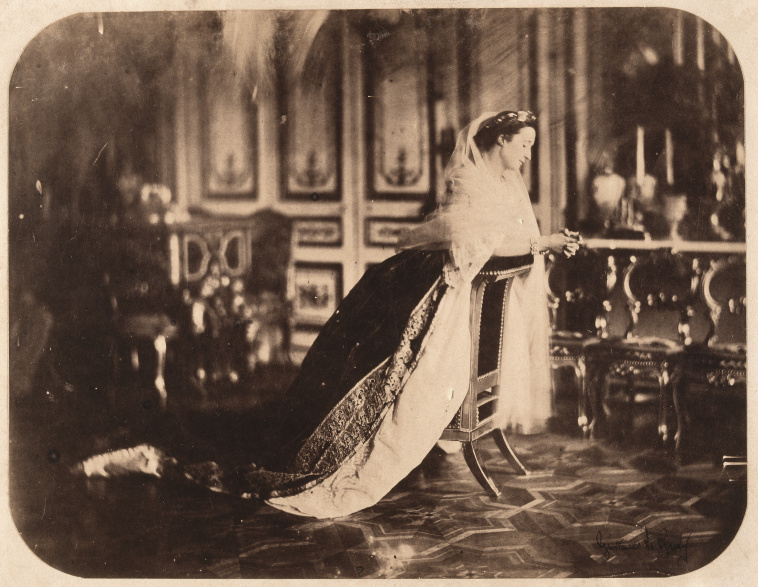
L'Impératrice Eugénie agenouillée sur un prie-Dieu dans le salon de Saint-Cloud, 1856, Compiègne, château de Compiègne.
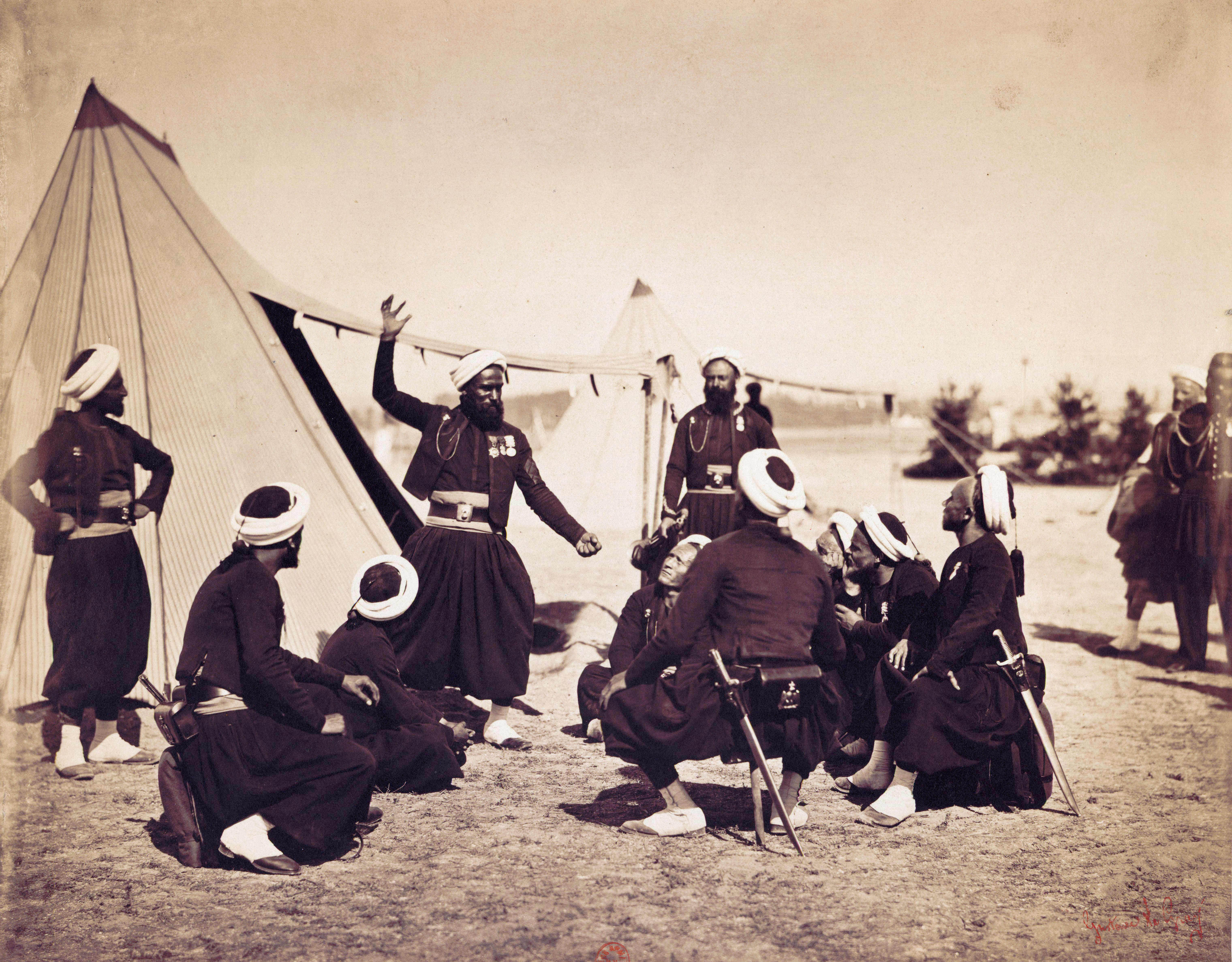
Camp de Châlons. Le récit, 1857, Paris, BnF.

### Marines
Ses œuvres les plus célèbres datent de 1856 à 1858. Sur les côtes normande, méditerranéenne et bretonne, il réalise une série de marines d’une grande beauté,,. Il utilise la technique « des ciels rapportés » pour donner au paysage l’intensité dramatique qu’il souhaite. À cette époque, il était difficile, à cause des différences de luminosité, de reproduire simultanément ciel et paysage. Le Gray contourne ce problème en réalisant des tirages en deux temps, à l’aide de deux négatifs, l’un pour le paysage, l’autre ensuite pour le ciel, d’où le terme de « ciel rapporté ».

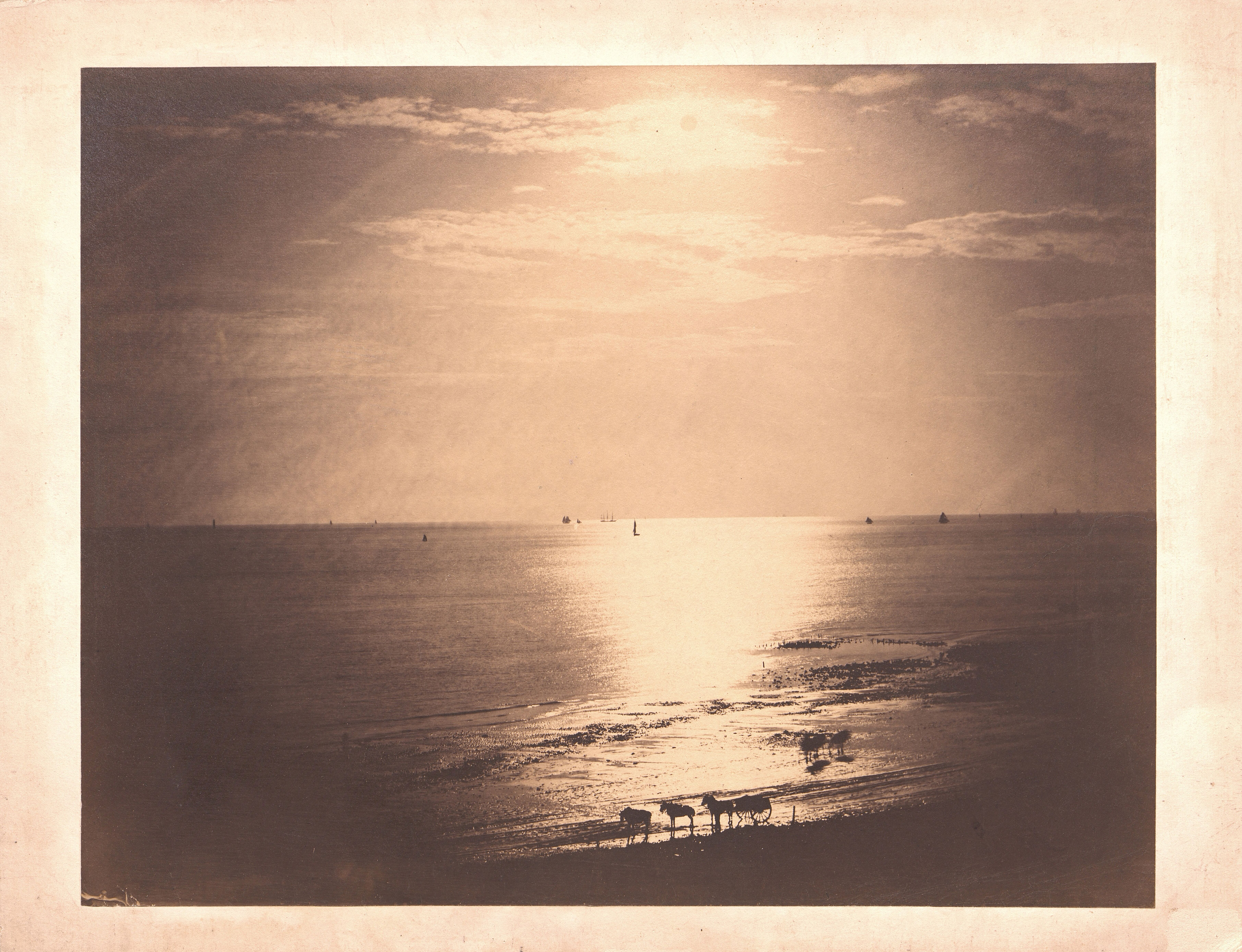
Soleil au Zénith (vue depuis la rade du Havre), 1856. Bibliothèque municipale du Havre. En ligne sur Nutrisco.
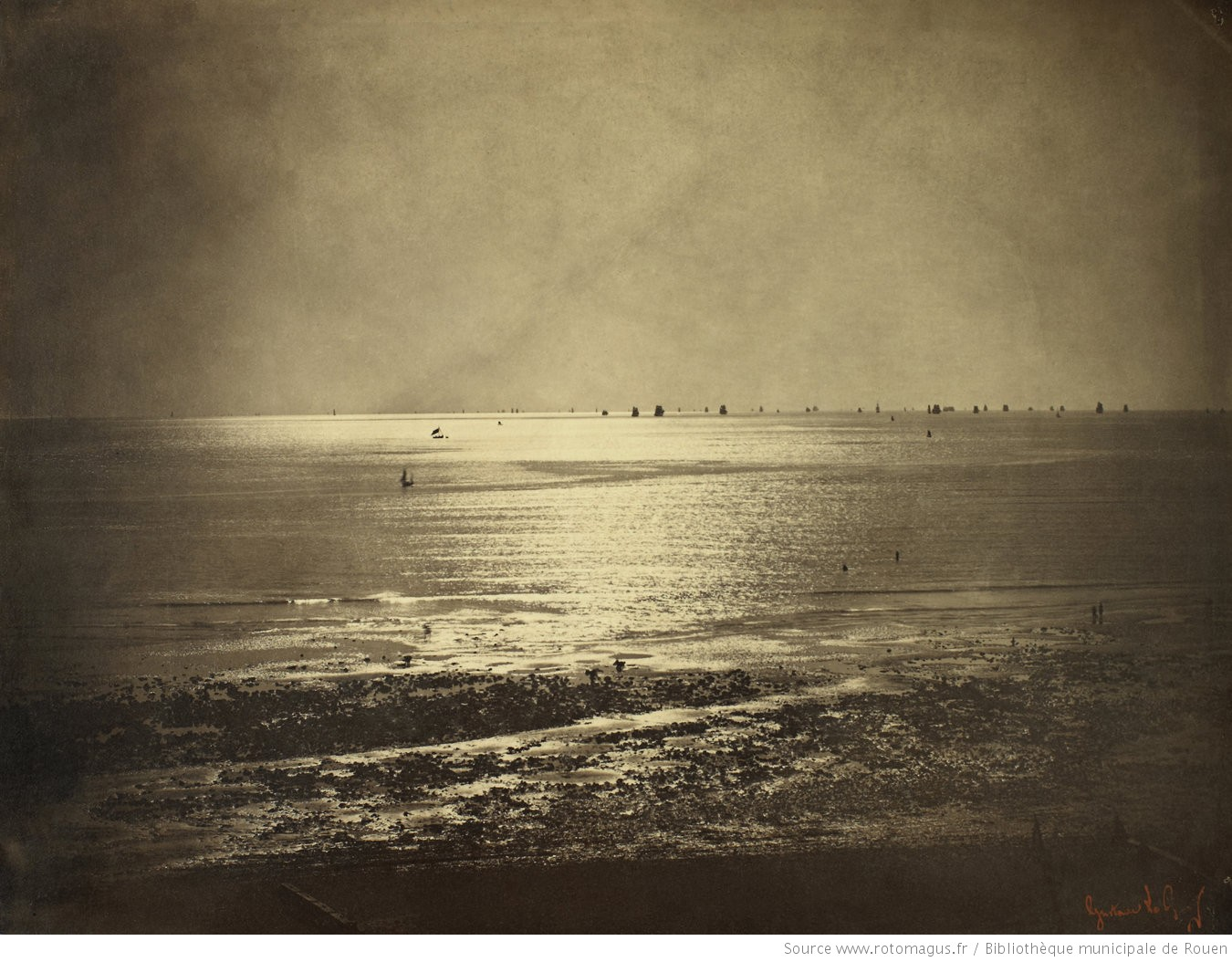
Littoral normand, (vue de la plage de Sainte-Adresse), 1856, Bibliothèques de Rouen.
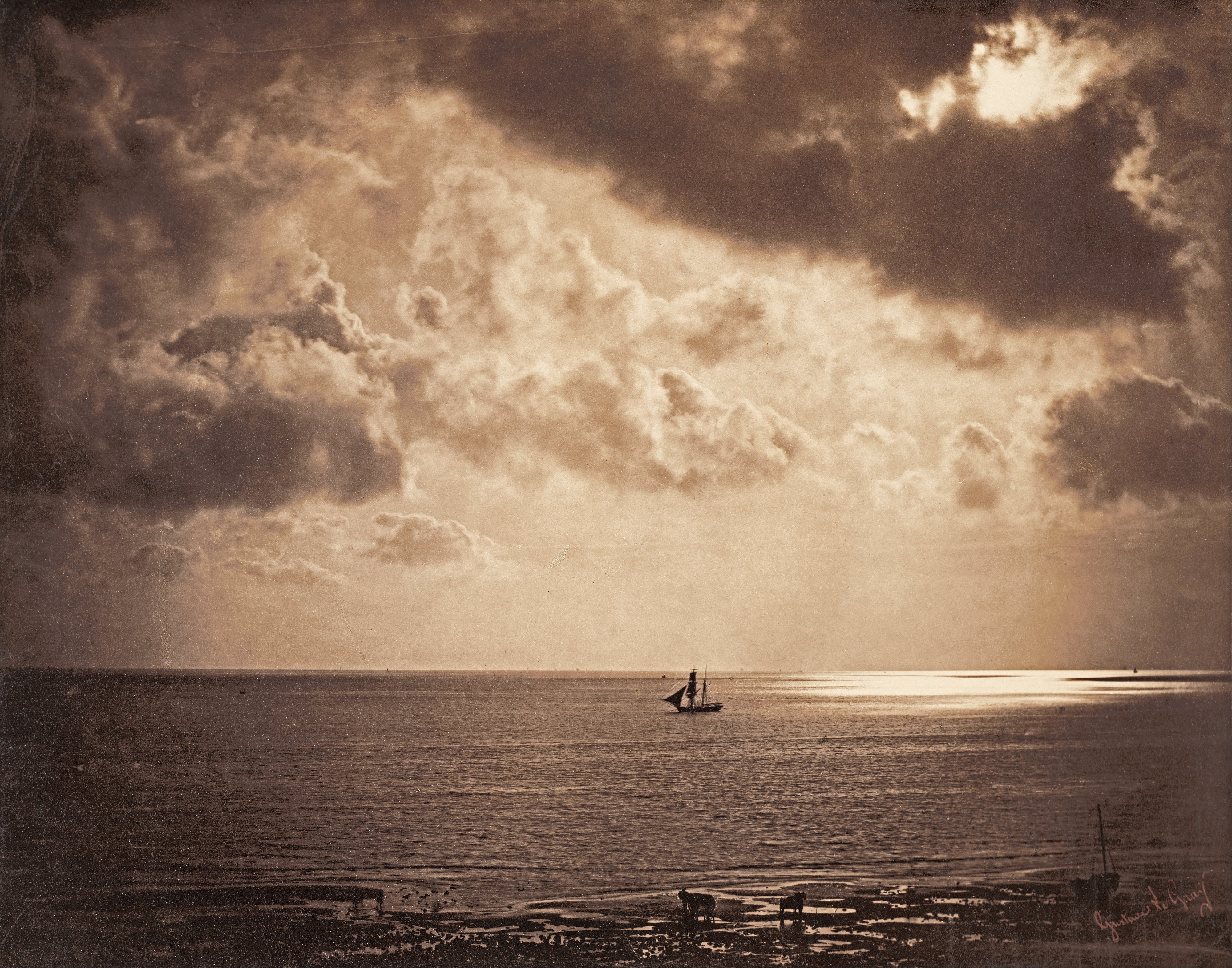
Brick au clair de lune, 1856-1857, Kansas City, musée d'Art Nelson-Atkins.
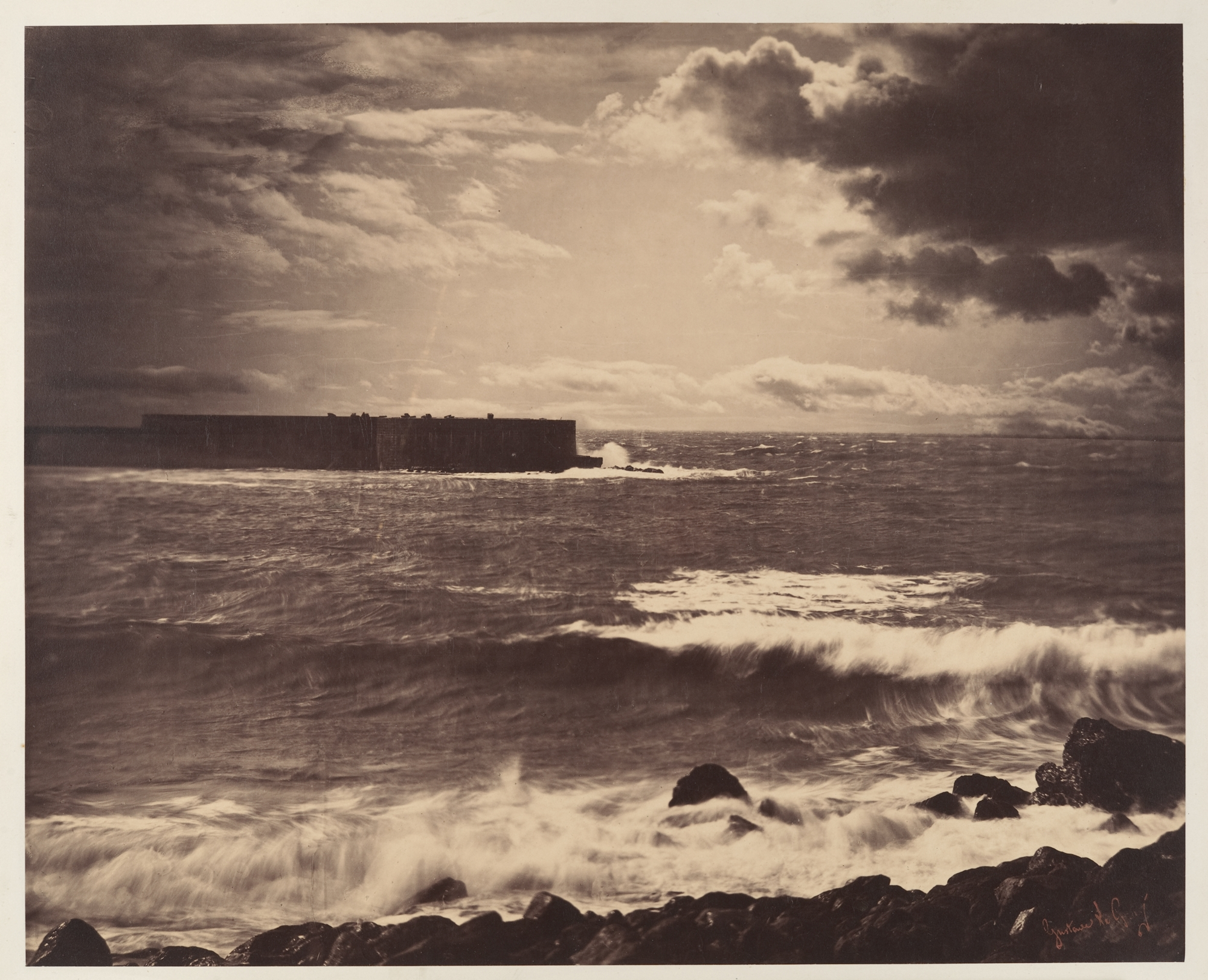
La Grande Vague, Sète, 1857, New York, Metropolitan Museum of Art.

### Le voyage en Orient

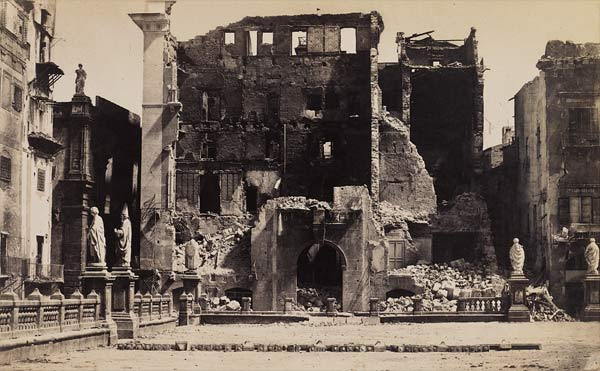
Ruines de Palerme, 1860.

Mais la disparition de son principal commanditaire modifie la situation et les enfants du marquis de Brigge, nouveaux créanciers de Le Gray s’impatientent des retombées financières attendues de ses succès et celui-ci doit fermer son atelier fin 1859. C’est le moment que choisit Alexandre Dumas pour réaliser son rêve de voyage en Orient. Gustave Le Gray est invité par l’écrivain. À peine le voyage commencé, la prise de Palerme par Giuseppe Garibaldi décide Dumas à rejoindre les révolutionnaires et offre à Le Gray l’occasion d’illustrer les désastres provoqués par les bombardements de l’armée sicilienne. Ses photographies montrent une ville sans vie, devenue silencieuse. La photographie de Garibaldi en révolutionnaire romantique fera rapidement le tour de l’Europe.
À Malte, un différend provoque la séparation avec Dumas et Le Gray, et deux compagnons doivent quitter son navire. Sans revenus, le photographe propose ses services au Monde illustré qui l'envoie en Syrie pour suivre un détachement de l’armée française, il devient reporter de guerre en 1860.
Le Gray, blessé sur la route de Damas, installe un atelier dans les ruines de Baalbeck.
En 1861, il rejoint Alexandrie — où il réalise les portraits d’Henri d’Artois ainsi que du futur Édouard VII du Royaume-Uni — d’où il écrit à Nadar et envoie encore des photographies, mais à Paris ce sont surtout ses créanciers et une femme dont il est bien content d’être éloigné[pourquoi ?] qui entretiennent son souvenir.

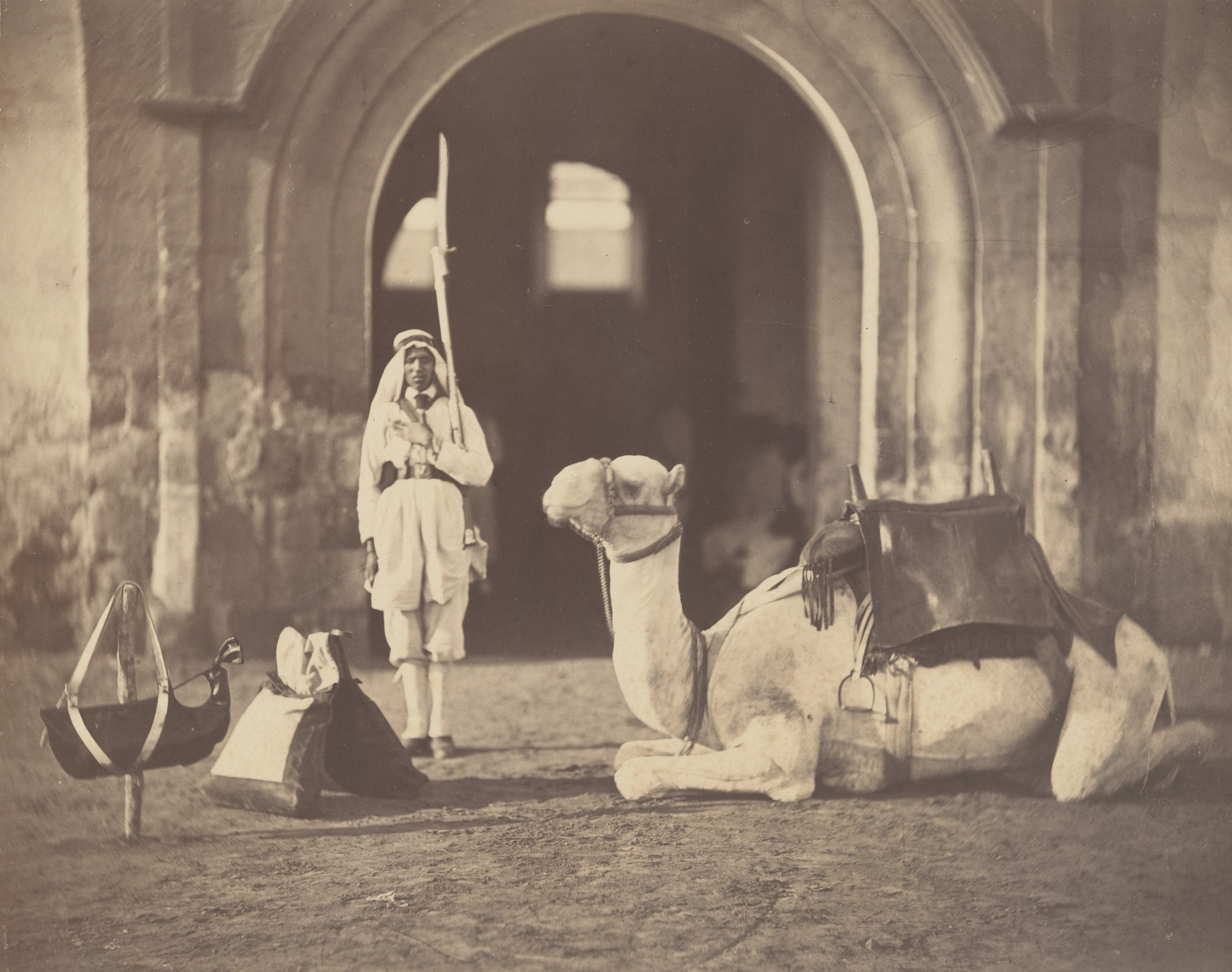
Soldat et chameau militaire, Le Caire, 1866, New York, Metropolitan Museum of Art.

En 1864, il quitte un peu plus l’Europe en s’installant au Caire où il vit de cours de dessins et de la protection d’Ismaïl Pacha. Au cours des vingt dernières années de sa vie, il continue à photographier. En 1867, à l’occasion de l’Exposition universelle, il envoie des photographies dans l’indifférence générale. Il meurt le 29 juillet 1884 au Caire, quelques mois après avoir pris sa retraite. Deux semaines plus tard, sa mort — sous le nom de Legray — fait l'objet d'un simple entrefilet dans la presse française,. Ses œuvres sont dispersées par son fils ; de nombreuses photographies n’ont pas encore été retrouvées.

## Influences
Gustave Le Gray a eu une grande influence sur l’évolution de la photographie vers un « sixième art ». Alexandre Dumas disait de lui : « J’ai compris que le photographe comme Le Gray est à la fois un artiste et un savant ».
- En publiant des traités en 1850, 1851, 1852 et 1854 — ce dernier étant une synthèse de ses trois précédents manuels — dans lesquels il explique ses inventions techniques : le négatif sur verre en 1851, qui sera perfectionné par Scott Archer, le négatif sur papier ciré sec en 1852, et de nouvelles méthodes de fixage des tirages positifs en 1852.

- En participant à la fondation de la Société héliographique et du journal La Lumière en 1851, ainsi que de la Société française de photographie en 1854.

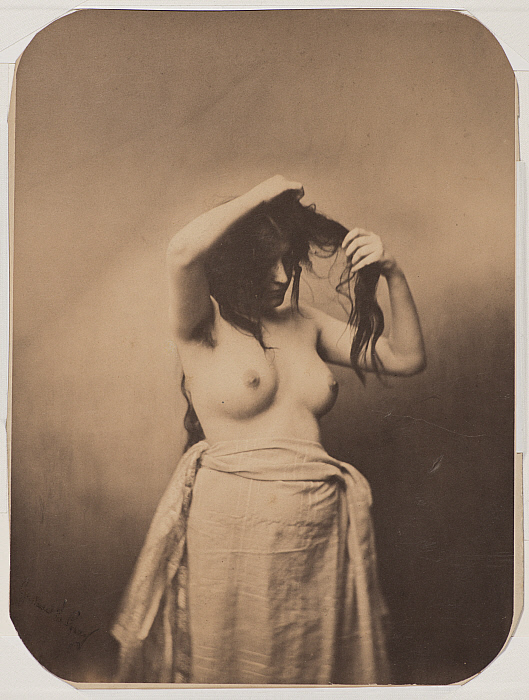
Nu debout, 1855, Williamstown, Clark Art Institute.

Il maintient la tradition de l’atelier d’artiste en faisant de ses ateliers, rue de Richelieu puis boulevard des Capucines, à Paris, des lieux d’apprentissage pour les élèves mais aussi des salons ouverts au milieu artistique, dans lesquels se succéderont de nombreux élèves et visiteurs, notamment : Léon de Laborde et Maxime du Camp, Nieuwerkerke (surintendant des Beaux-Arts), Alexandre Dumas, Victor Cousin, Henri Le Secq, Charles Nègre, Auguste Mestral, Eugène Le Dien, Eugène Piot, Victor Place, Olympe Aguado, Édouard et Benjamin Delessert, John B. Greene, Félix Avril, Emmanuel Peccarère, Léon Méhédin, le peintre Lodoïsch Crette Romet, Adrien Tournachon et son frère Nadar. C’est la première fois qu’un enseignement de la photographie de cette ampleur a lieu.

## Publications
- Traité pratique de photographie sur papier et sur verre, Paris, G. Baillière, 1850, 43 p..
- Photographie. Traité nouveau théorique et pratique des procédés et manipulations sur papier sec, humide et sur verre au collodion, à l'albumine, 1854[20].

## Cote
La valeur des œuvres de cet artiste se situait en 2011 à des niveaux de prix extrêmement élevés, notamment en ce qui concerne sa production des années 1856-1858. L’un des dix albums de photographies réalisés en 1857 a été vendu 696 730 euros en 2007, et une vente en 2011 à Vendôme par le commissaire-priseur Aymeric Rouillac avec l'expert Yves Di Maria atteint même le prix record de 917 000 euros pour une marine de 1856-1857 (Bateaux quittant le port du Havre), ce qui fut en 2016 la photographie du XIXe siècle la plus chère jamais vendue aux enchères.